# 산업기사
산업기사(産業技士, Industrial Engineer)는 1999년 3월 28일 국가기술자격법 개정으로 생겨난 대한민국의 국가기술자격이다. 산업기사의 역할은 기능사보다 한층 수준 높은 숙련기능과 기초이론지식 및 복합적인 기능업무를 가지고 기술분야의 업무에 종사하는 것이다.
대부분의 종목은 한국산업인력공단에서 검정을 맡고 있으나, 2009년부터 영사산업기사는 영화진흥위원회에서, 2010년부터 무선설비산업기사, 방송통신산업기사, 전파통신산업기사, 전파전자산업기사는 한국전파진흥원에서 검정을 위탁한다.

## 역사
1999년 3월 28일 국가기술자격법 개정으로 기사 2급·다기능기술자·기능사 1급이 통합되어 현재의 산업기사(産業技士)가 되었다.
기능사(가장 낮은 등급) → 산업기사 → 기사 → 기능장 → 기술사(국가기술자격의 등급에서 최상위급)

## 응시 자격
- 산업기사는 관련 경력이 있어야 응시할 수 있는데, 요구 경력은 다음과 같다.

| 구분                  | 구분                                                       | 필요경력 |
| --------------------- | ---------------------------------------------------------- | -------- |
| 실무 경력만 있을 경우 | 실무 경력만 있을 경우                                      | 2년      |
| 여타 자격             | 기능사 취득자                                              | 1년      |
| 여타 자격             | 동일 및 유사직무분야의 다른 산업기사 종목 취득자           | 없음     |
| 여타 자격             | 동일 및 유사종목에 해당하는 외국 자격 취득자               | 없음     |
| 학력                  | 관련학과의 대학 졸업자 또는 졸업 예정자                    | 없음     |
| 학력                  | 관련학과의 2년제 및 3년제 전문대학 졸업자 또는 졸업 예정자 | 없음     |
| 기타                  | 산업기사 수준 기술훈련과정 이수자 또는 이수 예정자         | 없음     |
| 기타                  | 고용노동부령이 정하는 기능경기대회 입상자                  | 없음     |
| 기타                  | 외국자격(동일종목 취득자)                                  | 없음     |

- 2006년부터 정보기술분야(정보처리산업기사·사무자동화산업기사 등)에 한해 모든 학과가 관련학과로 인정된다. (2013년부터는 비관련학과에 대한 특례가 폐지되고, 순수경력 및 자격취득 후의 경력으로만 응시가능함)

## 시험 및 취득 방법
먼저 필기 시험을 거쳐야 하고, 필기 시험에 합격하면 다시 실기 시험을 거쳐야 한다. 실기 시험에서 합격하면 해당 자격에 대한 자격증이 교부되어 자격을 취득하게 된다.

## 제출 서류
필기시험에 합격하면 서류를 제출해야 하는데, 제출해야 할 서류는 다음과 같다.
- 학력 : 졸업증명서, 졸업예정증명서, 재학증명서, 재적증명서, 수료증명서 등
- 경력 : 경력증명서(담당업무가 상세히 기재된 것에 한함), 4대보험 가입증명서(건강보험, 국민연금, 고용보험 중 택1), 자영업인 경우 사업자등록증명원 1부 등

- 학력으로 제출할 경우 온라인으로 제출하는 서비스를 이용하면 된다.
- 단, 기간내에 제출하지 않았거나 응시요건을 충족하지 못했을 경우 최종적으로 무효 처리된다.

## 검정 종목

### 일반 검정
- 2024년 현재 기준으로 삼는다.

| 분야               | 자격 이름 | 비고 |
| ------------------ | --- | ---- |
| 생산관리           | 품질경영산업기사 · 포장산업기사 |      |
| 디자인             | 제품디자인산업기사 · 시각디자인산업기사 · 컬러리스트산업기사 |      |
| 방송               | 영사산업기사 |      |
| 건축               | 건축일반시공산업기사 · 건축목공산업기사 · 실내건축산업기사 · 건축산업기사 · 건축설비산업기사 · 방수산업기사                                                                                  |      |
| 조리               | 한식조리산업기사 · 양식조리산업기사 · 복어조리산업기사 · 중식조리산업기사 · 일식조리산업기사                                                                                                 |      |
| 토목               | 콘크리트산업기사 · 토목산업기사 · 측량및지형공간정보산업기사 · 지적산업기사 · 해양조사산업기사 · 항로표지산업기사 · 잠수산업기사 · 건설재료시험산업기사                                      |      |
| 조경               | 조경산업기사 |      |
| 건설배관           | 배관산업기사 |      |
| 채광               | 광산보안산업기사 · 화약류관리산업기사 |      |
| 기계제작           | 기계조립산업기사 · 컴퓨터응용가공산업기사 · 기계설계산업기사 · 정밀측정산업기사 |      |
| 기계장비설비ㆍ설치 | 농업기계산업기사 · 생산자동화산업기사 · 기계장비산업기사 · 건설기계설비산업기사 · 건설기계정비산업기사 · 궤도장비정비산업기사 · 승강기산업기사 · 공조냉동기계산업기사 · 전자부품장착산업기사 |      |
| 철도               | 철도차량정비산업기사 |      |
| 조선               | 조선산업기사 |      |
| 항공               | 항공산업기사 |      |
| 자동차             | 자동차정비산업기사 |      |
| 금형·공작기계      | 사출금형산업기사 · 프레스금형산업기사 |      |
| 금속ㆍ재료         | 금속재료산업기사 · 재료조직평가산업기사 |      |
| 판금ㆍ제관ㆍ새시   | 판금산업기사 |      |
| 단조ㆍ주조         | 주조산업기사 |      |
| 용접               | 용접산업기사 |      |
| 도장ㆍ도금         | 표면처리산업기사 |      |
| 화공               | 화학류제조산업기사 · 바이오화학제품제조산업기사 |      |
| 위험물             | 위험물산업기사 |      |
| 섬유               | 섬유디자인산업기사 · 섬유산업기사 |      |
| 의복               | 패션머천다이징산업기사 · 한복산업기사 · 신발산업기사 |      |
| 전기               | 전기철도산업기사 · 전기산업기사 · 전기공사산업기사 · 철도신호산업기사 |      |
| 전자               | 광학기기산업기사 · 전자산업기사 · 전파전자통신산업기사 · 통신선로산업기사 |      |
| 정보기술           | 사무자동화산업기사 · 정보처리산업기사 · 정보보안산업기사 |      |
| 방송ㆍ무선         | 무선설비산업기사 · 방송통신산업기사 |      |
| 통신               | 정보통신산업기사 · 전파전자통신산업기사 · 통신선로산업기사 |      |
| 식품               | 식품산업기사 |      |
| 제과ㆍ제빵         | 제과산업기사 · 제빵산업기사 |      |
| 인쇄ㆍ사진         | 인쇄산업기사 |      |
| 목재ㆍ가구ㆍ공예   | 가구제작산업기사 · 피아노조율산업기사 · 귀금속가공산업기사 · 보석디자인산업기사 · 보석감정산업기사                                                                                           |      |
| 농업               | 종자산업기사 · 유기농업산업기사 · 화훼장식산업기사 |      |
| 축산               | 축산산업기사 |      |
| 임업               | 버섯산업기사 · 산림산업기사 · 임산가공산업기사 · 식물보호산업기사 |      |
| 어업               | 수산양식산업기사 · 어로산업기사 |      |
| 안전관리           | 산업안전산업기사 · 건설안전산업기사 · 화재감식평가산업기사 · 가스산업기사 · 산업위생관리산업기사 · 소방설비(기계분야)산업기사 · 소방설비(전기분야)산업기사                                   |      |
| 비파괴검사         | 방사선비파과산업기사 · 초음파비파괴산업기사 · 자기비파괴검사산업기사 · 침투비파괴검사산업기사                                                                                                |      |
| 환경               | 온실가스관리산업기사 · 대기환경산업기사 · 수질환경산업기사 · 소음진동산업기사 · 농림토양평가관리산업기사 · 자연생태복원산업기사 · 폐기물처리산업기사                                         |      |
| 에너지ㆍ기상       | 신재생에너지발전설비(태양광)산업기사 · 에너지관리산업기사 |      |

### 국방부 위탁 검정
| 분야         | 자격 이름                                                                                        | 비고 |
| ------------ | ------------------------------------------------------------------------------------------------ | ---- |
| 건설·토목    | 건설기계산업기사 · 건축산업기사 · 건축설비산업기사 · 토목산업기사 · 잠수산업기사                 |      |
| 안전관리     | 방사선비파괴검사산업기사                                                                         |      |
| 기계·재료    | 기계조립산업기사 · 공조냉동산업기사 · 용접산업기사                                               |      |
| 화학         | 위험물산업기사                                                                                   |      |
| 자동차       | 자동차정비산업기사                                                                               |      |
| 전기·전자    | 전기공사산업기사 · 전자산업기사 · 전자계산기제어산업기사 · 광학산업기사                          |      |
| 정보통신     | 전파전자통신산업기사 · 정보처리산업기사 · 정보통신산업기사 · 통신선로산업기사 · 통신선로산업기사 |      |
| 에너지ㆍ기상 | 에너지관리산업기사                                                                               |      |

## 통계
| 연도/현황   |             |           |           |           |           |           |
| 연도/현황   | ~2018년     | 2019년    | 2020년    | 2021년    | 2022년    | 2023년    |
| ----------- | ----------- | --------- | --------- | --------- | --------- | --------- |
| 필기 응시자 | 8,880,706명 | 229,713명 | 197,496명 | 235,650명 | 224,871명 | 243,297명 |
| 필기 합격률 | 32.1%       | 38.8%     | 42.5%     | 40.0%     | 38.4%     | 39.8%     |
| 실기 응시자 | 3,707,143명 | 113,644명 | 118,619명 | 127,859명 | 118,644명 | 124,585명 |
| 실기 합격률 | 44.7%       | 48.7%     | 44.1%     | 46.3%     | 45.1%     | 47.6%     |
| 자격 취득자 | 1,980,694명 | 56,637명  | 52,873명  | 59,993명  | 54,629명  | 60,215명  |